# 愛鷹広域公園
愛鷹広域公園（あしたかこういきこうえん）及び愛鷹運動公園（あしたかうんどうこうえん）は、静岡県沼津市にある運動公園。指定管理者制度に基づき、愛鷹広域公園はあしたかスポーツ＆ネイチャーパートナーズ（ミズノ株式会社を代表にNPO法人沼津市スポーツ協会、ミズノスポーツサービス株式会社、株式会社東急コミュニティー、株式会社石勝エクステリア、株式会社M'ｓＰＬＡＮＮＩＮＧで構成）が、愛鷹運動公園テニスコート及び芝生広場はシンコースポーツ株式会社が指定管理者として管理・運営を行っている。

## 構成

### 愛鷹広域公園
- スポーツ広場 - サッカー場など。
- 野球場（旧称・静岡県営愛鷹球場）
- 多目的競技場 - 陸上・サッカー場など。アスルクラロ沼津のホームスタジアム。
  - 管理事務所
- 多目的広場
- テニスコート（兼駐車場、6面）
- 駐車場
  - 北駐車場
  - 第一駐車場
  - 南駐車場
- せせらぎの径

### 愛鷹運動公園
- 自由広場
- 芝生広場
- 管理事務所
- テニスコート（12面）
- 駐車場x2

## 交通
バス
- 富士急シティバス711駿河台線・712免許センター線・731運動公園線「あしたか運動公園」下車。（JR東海道線・御殿場線沼津駅から711・712・731あしたか運動公園行バスで約25分。）

自家用車利用
- 東名高速道路沼津ICから約5分